# Triptamin
Triptamin je monoaminski alkaloid pronađen u biljkama i životinjama. Njegova struktura sadrži indolni prstena, a prirodno se sintetizuje iz aminokiseline triptofan po čemu je dobio ime triptamin. Triptamin je u tragovima pronađen u mozgu sisara i smatra se da ima ulogu neurotransmitera. Triptamin je takođe polazna osnova za grupu jedinjenja sa nazivom triptamini. U grupi triptamina se nalaze i razna biološki aktivna jedinjenja poput neurotransmitera ili halucinogena.
Koncentracija triptamina u mozgu pacova iznosi otprilike 3.5 pmol/g.

## Triptamini u biljkama
Mnoge, ili skoro sve biljke, imaju malu količinu triptamina koji učestvuje u procesu biosinteze biljnog hormona indol-3-sirćetne kiseline (heteroauksin). Veće koncentracije se mogu naći u biljkama vrste akacija. Triptamin u biljci deluje kao prirodni pesticid.

## Derivati triptamina
Najpoznatiji triptamini su serotonin, važan neurotransmiter, i melatonin. Triptaminski alkaloidi su pronađeni u gljivama, biljkama i životinjama. Čovek ih često koristi zbog njihovih psihoaktivnih delovanja. Neki od takvih primera je i psilocibin iz gljiva, i DMT nekih biljaka. Poznati su i mnogi sintetički triptamini kao što je sumatriptan, lek za migrenu.
Neki triptamini mogu biti i delovi kompleksnijih jedinjenja kao što su: LSD i Ibogain
| Kratko ime | 4 | 5                   | 6               |                              |                              | Puno ime                    |
| ---------- | - | ------------------- | --------------- | ---------------------------- | ---------------------------- | --------------------------- |
| DMT        |   | 3                   | CH3             | N,N-dimetiltriptamin            |                              |                             |
| NMT        |   | 3                   | N-metiltriptamin |                              |                              |                             |
| Psilocin   |   |                     | 3               | 3                            | 4-hidroksi--dimetiltriptamin |                             |
| Serotonin  |   | 5-hidroksitriptamin |                 |                              |                              |                             |
| Bufotenin  |   | 3                   | 3               | 5-hidroksi--dimetiltriptamin |                              |                             |
| Melatonin  |   | OCH3                | H               | O=CH-CH3                     | H                            | 5-metoksi-N-acetiltriptamin |
|            |   | 3                   |                 | 5-metoksi-N,N-dimetiltriptamin  |                              |                             |

| Kratko ime  | α | 4 | 5 | 1 | 2                            | Puno ime                               |
| ----------- | - | - | - | - | ---------------------------- | -------------------------------------- |
| AET         |   |   |   |   |                              | α-etiltriptamin                        |
| AMT         | 3 |   |   |   |                              | α-metiltriptamin                       |
| DET         |   |   |   |   |                              | N,N-dietiltriptamin                       |
| DiPT        |   |   |   |   |                              | N,N-diizopropiltriptamin                  |
| DPT         |   |   |   |   |                              | N,N-dipropiltriptamin                     |
|             |   |   |   |   |                              | 5-metoksi-α-metiltriptamin             |
|             |   |   |   |   |                              | 4-hidroksi-N,N-dietiltriptamin         |
|             |   |   |   |   |                              | 4-hidroksi-N,N-diizopropiltriptamin       |
|             |   |   |   |   |                              | 5-metoksi-N,N-diizopropiltriptamin        |
|             |   |   |   |   |                              | 4-hidroksi-N-izopropil-N-metiltriptamin  |
| Sumatriptan |   |   |   |   |                              | 5-metilaminosulfonil-N,N-dimetiltriptamin |
|             | 3 |   | 3 | 3 | 5-metoksi-N,N-diacetiltriptamin |                                        |